# Felix F. Strauss
Felix Friedrich Strauss (geboren 22. April 1918 in Innsbruck, Österreich-Ungarn; gestorben 31. Dezember 1990 in New York City) war ein austroamerikanischer Historiker.

## Leben
Felix Friedrich Strauss war ein Sohn des Regimentsarztes Wilhelm Strauss und der Theresia Morgenstätter. Er erhielt 1936 die Matura, war Einjährig-Freiwilliger und studierte 1937/38 an der Wiener Hochschule für Welthandel. Nach dem Anschluss Österreichs floh er im August 1939 als rassisch Verfolgter in die USA. Er erhielt die US-amerikanische Staatsbürgerschaft und war von 1942 bis 1945 in der US-Army im Rang eines Staff Sergeant im Geheimdienst eingesetzt. Strauss heiratete 1942, er hatte zwei Kinder.
Strauss machte 1947 einen B.A. an der Hofstra University und studierte Geschichte an der Columbia University mit einem Magister-Abschluss. Er arbeitete ab 1948 als Lecturer und lehrte ab 1950 als Instructor für Geschichte an der Hofstra University. 1955 wechselte er als Instructor für Geschichte und Ökonomie an das Polytechnic Institute of New York University. Er wurde 1957 mit einer Dissertation über Ernst Herzog von Bayern an der Columbia University promoviert und machte eine akademische Karriere am Polytechnic Institute 1957 als Assistant Professor, 1962 als Associate Professor und ab 1967 als Full Professor für Geschichte.
Strauss forschte zur neuzeitlichen Unternehmergeschichte in Europa und zur Geschichte des Bergbaus im Alpenraum und publizierte in den USA, aber auch in Österreich in den Mitteilungen der Gesellschaft für Salzburger Landeskunde (MGSLK).

## Schriften (Auswahl)
- Duke Ernst of Bavaria and the territory of Salzburg, 1540-1554. Hochschulschrift. Columbia University, 1957
- Zur Geschichte des Lungauer Edelmetallbergbaues um die Mitte des 16. Jahrhunderts. In: Mitteilungen der Gesellschaft für Salzburger Landeskunde. Jahrgang 107, 1967, S. 169–224 (zobodat.at [PDF]).
- Herzog Ernst von Bayern und der Gasteiner Bergbau um die Mitte des 16. Jahrhunderts. Verband der Wissenschaftlichen Gesellschaften Österreichs (VWGÖ),  Wien 1991